# Baron Ironside

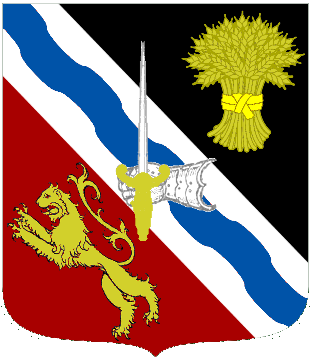
Wappen der Barone Ironside

Baron Ironside, of Archangel and of Ironside in the County of Aberdeen, ist ein erblicher britischer Adelstitel in der Peerage of the United Kingdom.
Familiensitz der Barone ist Priory House in Boxted, Essex.

## Verleihung
Der Titel wurde am 29. Januar 1941 für Field Marshal Sir Edmund Ironside geschaffen. Die territoriale Widmung des Titels bezieht sich auf seinen Einsatz als Kommandeur des alliierten Expeditionskorps, das ab September 1918 in russischen Archangelsk landete, um im russischen Bürgerkrieg zu intervenieren.
Heutiger Titelinhaber ist seit 2020 sein Enkel als 3. Baron.

## Liste der Barone Ironside (1941)
- Edmund Ironside, 1. Baron Ironside (1880–1959)
- Edmund Ironside, 2. Baron Ironside (1924–2020)
- Charles Ironside, 3. Baron Ironside (* 1956)

Titelerbe (Heir Apparent) ist der Sohn des aktuellen Titelinhabers, Hon. Frederick Thomas Grenville Ironside (* 1991).